# Eudistoma tridentatum
Eudistoma tridentatum is een zakpijpensoort uit de familie van de Polycitoridae. De wetenschappelijke naam van de soort is voor het eerst geldig gepubliceerd in 1894 door Heiden.